# اریک دارنل
اریک دارنل (انگلیسی: Eric Darnell؛ زادهٔ ۱۹۶۰) یک کارگردان، پویانما، فیلم‌نامه‌نویس، صدا پیشه، و تهیه‌کننده اهل ایالات متحده آمریکا است. وی از سال ۱۹۹۰ میلادی تاکنون مشغول فعالیت بوده‌است.

## بخشی از فیلمشناسی
- پنگوئن‌های ماداگاسکار (۲۰۱۴)
- ماداگاسکار ۳: تحت تعقیب‌ترین‌های اروپا (۲۰۱۲)
- پنگوئن‌های ماداگاسکار (۲۰۰۸–۲۰۱۰)
- ماداگاسکار: فرار به آفریقا (۲۰۰۸)
- ماداگاسکار (۲۰۰۵)
- مورچه‌ای به نام زی (۱۹۹۸)